# Поргес, Мориц

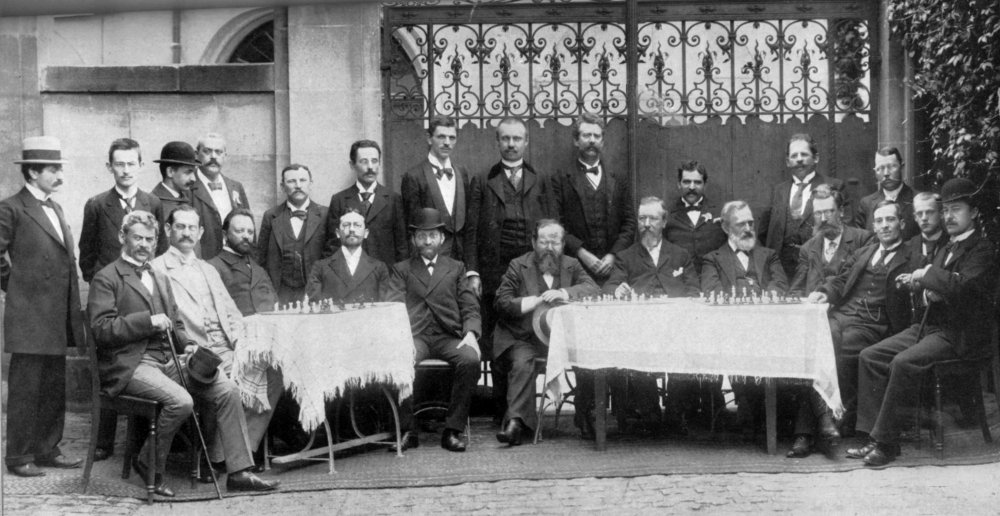
Турнир в Нюрнберге, 1896 г. Стоят (слева направо): Эм. Ласкер, Р. Харузек, К. Шлехтер, два организатора, Д. М. Яновский, Г. Мароци, Г. Марко, Дж. Шовальтер, три организатора.
Сидят (слева направо): А. Альбин, M. Поргес, M. И. Чигорин, З. Тарраш, Ш. А. Винавер, В. Стейниц, Дж. Блэкберн, Э. Шаллоп, Э. С. Шифферс, Г. Пильсбери, К. Вальбродт, Р. Тейхман

Мориц Поргес (23 марта 1857— 27 ноября 1909, Прага) — австро-венгерский шахматист чешско-еврейского происхождения.
Участник двух крупных международных турниров. Наиболее известен своим выступлением в дрезденском турнире 1892 года, где он разделил 2—3 места с Д. Маковецем, пропустив вперед только З. Тарраша и опередив целый ряд шахматистов мирового класса.
Похоронен в Праге на Новом еврейском кладбище.

## Спортивные результаты
| Год  | Город    | Турнир                                    | + | − | = | Результат | Место |
| ---- | -------- | ----------------------------------------- | - | - | - | --------- | ----- |
| 1882 | Вена     | Турнир Венского шахматного клуба          |   |   |   |           | 4—7   |
| 1892 | Дрезден  | 7-й конгресс Германского шахматного союза | 8 | 3 | 5 | 10½ из 16 | 2—3   |
| 1896 | Нюрнберг | Международный турнир                      | 2 | 9 | 7 | 5½ из 18  | 16—17 |
| 1902 | Карлсбад | Показательный турнир                      |   |   |   |           | 3     |